# Asociación Ghanesa de Hispanistas

Asociación Ghanesa de Hispanistas (AGH) (en inglés: Ghanaian Association of Hispanists (GAH)), es una organización creada en el 2009 en Acra, Ghana. Su objetivo principal es sobre los estudios hispánicos respecto a la lengua, literatura e historia de España, Hispanoamérica, Filipinas, Guinea Ecuatorial y otras regiones del mundo donde tienen el español como lengua materna. El Centro de Lenguas de la Universidad Pontificia Bolivariana en Colombia, una dependencia que atiende la demanda en las políticas del bilingüismo, comprende no solo la relevancia en el aprendizaje de las lenguas, sino la posibilidad que este genera en términos de inclusión. Es por esto que, en el compromiso con la expansión de la lengua española, se crea junto con una Formación Continua el programa difusión de la cultura colombiana a través de la enseñanza del español para un personal del cuerpo diplomático o funcionarios del gobierno de Acra, capital de Ghana.
Esta iniciativa surgió mediante una apuesta para permear de cultura colombiana a los extranjeros. La fusión, entonces, se presenta con la gestión de la Embajada de Colombia en Ghana para liderar, pues desde 2014, la estrategia de difusión del español como lengua de expansión.
Actualmente el español en Ghana, no forma parte de la corriente dominante del sistema de educación pública. No obstante, resulta atractivo en el sistema privado y está cobrando cada vez más auge. Con el transcurso de 33 años hasta que comenzó a estudiarse formalmente en un centro privado de educación, en concreto en la Ghana en el International School desde 1997, todo parece indicar que hoy es una asignatura prioritaria de casi todos los centros educativos privados de importancia en el país. Se presenta la situación del español en las distintas instituciones donde se enseña con respecto a los siguientes factores como la metodología de enseñanza predominante, materiales de enseñanza y aprendizaje disponibles, por lo cual han sido factores motivadores de los estudiantes en la selección del español, perfil de los profesores y nivel de adecuación al MCER. Desde su introducción en 1964 en la Universidad de Ghana, el español ha sido una de las lenguas extranjeras que más estudiantes han seguido en el Departamento de Lenguas Modernas.